# نايجل كول
نايجل كول (بالإنجليزية: Nigel Cole)‏ هو مخرج بريطاني، ولد في 1959 في Launceston, Cornwall ‏ في المملكة المتحدة.

## وصلات خارجية
- نايجل كول على موقع IMDb (الإنجليزية)
- نايجل كول على موقع قاعدة بيانات الأفلام العربية
- نايجل كول على موقع ألو سيني (الفرنسية)
- نايجل كول على موقع أول موفي (الإنجليزية)
- نايجل كول على موقع قاعدة بيانات الأفلام السويدية (السويدية)
- نايجل كول على موقع قاعدة بيانات الفيلم (الإنجليزية)
- نايجل كول على موقع كينوبويسك (الروسية)